# ماء منتج

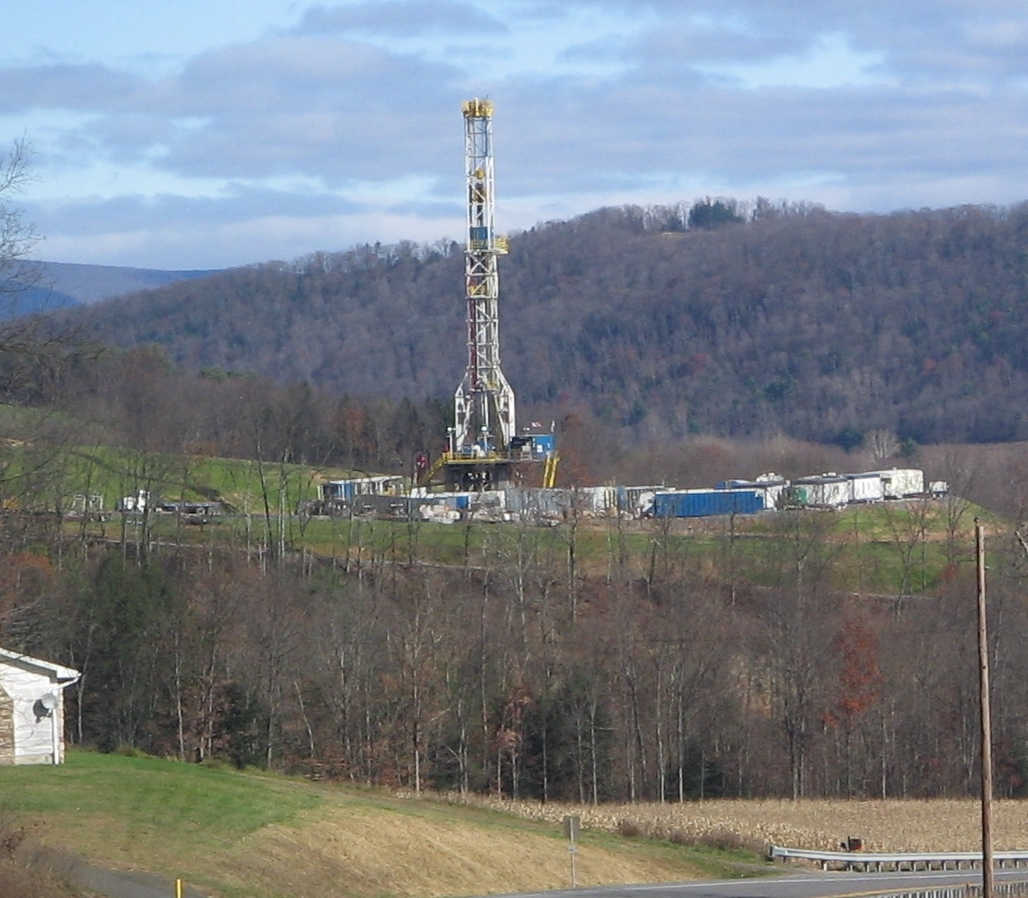
يتم حفر بئر غاز أردوازي بواسطة جهاز حفر في بنسلفانيا

الماء المُنْتَج (بالإنجليزية Produced water)، هو مصطلح يستخدم في صناعة النفط لوصف المياه التي يتم إنتاجها كمنتج ثانوي أثناء استخراج النفط والغاز الطبيعي أي أنها تصاحب النفط والغاز الطبيعي عند استخراجهم. غالبًا ما تحتوي خزانات النفط والغاز على الماء والهيدروكربونات، وأحيانًا في منطقة تقع تحت الهيدروكربونات، وأحيانًا في نفس المنطقة مع النفط والغاز.
تنتج آبار النفط في بعض الأحيان كميات كبيرة من الماء بالزيت، بينما تميل آبار الغاز إلى إنتاج المياه بنسبة زيت أقل.
لتحقيق أقصى قدر من استعادة النفط، غالبًا ما يتم تنفيذ غمر المياه، حيث يتم حقن الماء في الخزانات للمساعدة في دفع النفط إلى آبار الإنتاج. تصل المياه المحقونة في النهاية إلى آبار الإنتاج ، وبالتالي في المراحل المتأخرة من غمر المياه، تزداد نسبة المياه المنتجة من إجمالي الإنتاج.

## جودة المياه
يتراوح تكوين الماء على نطاق واسع من بئر إلى بئر وحتى على مدى عمر البئر نفسه. معظم المياه المنتجة تكون محاليل ملحية، ومعظم التكوينات تؤدي إلى ارتفاع إجمالي المواد الصلبة الذائبة لإعادة الاستخدام المفيد. تحتوي جميع المياه المنتجة على الزيت والمواد الصلبة العالقة.وتحتوي أيضًا على المعادن الثقيلة وآثار المواد المشعة التي تحدث بشكل طبيعي (NORM)، والتي بمرور الوقت ترسب مقياسًا إشعاعيًا في الأنابيب في البئر. تشمل المعادن الموجودة في المياه المنتجة الزنك والرصاص والمنغنيز والحديد والباريوم.

## إدارة المياه

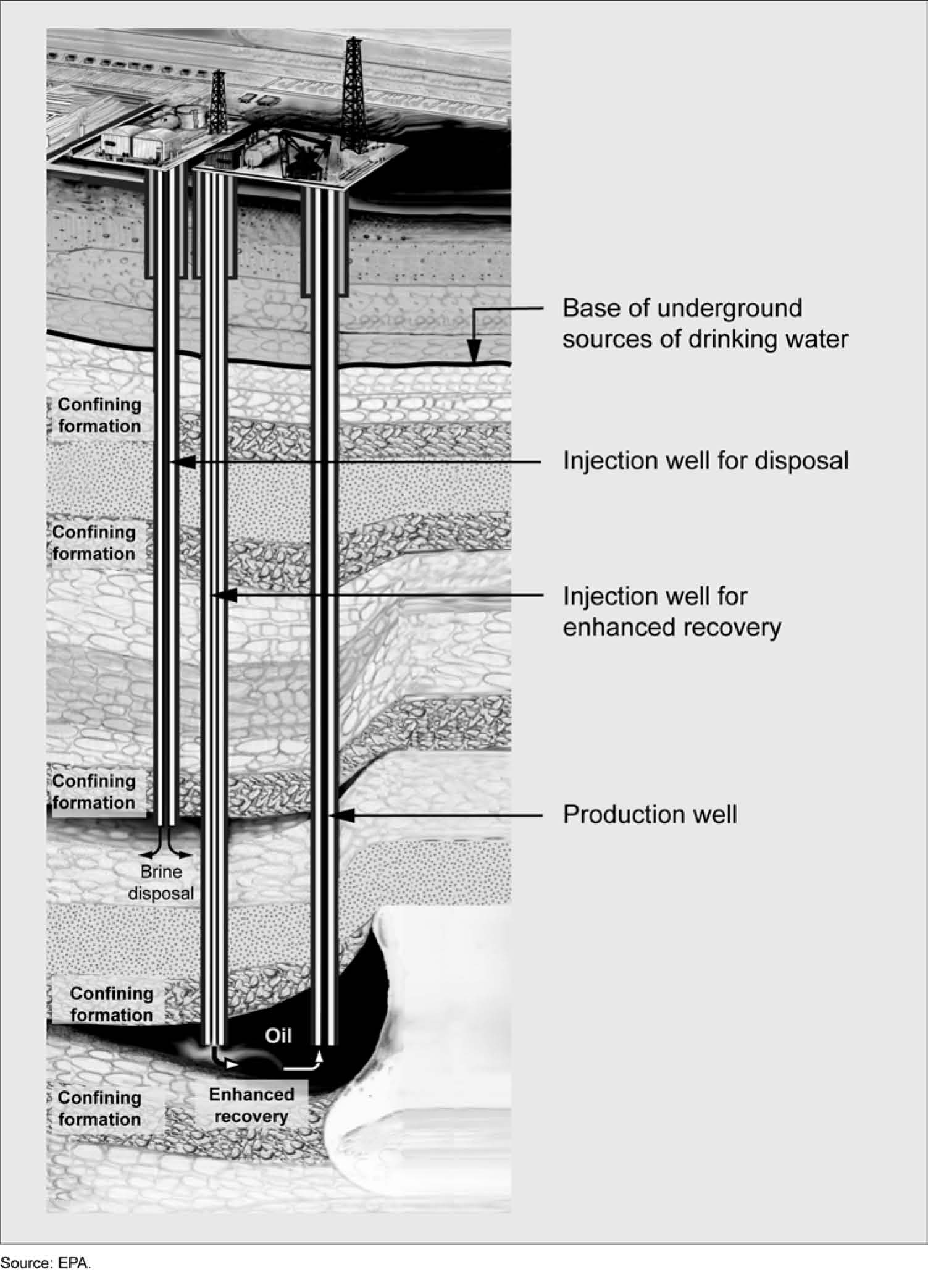
رسم تخطيطي لبئر الحقن للتخلص من المياه المنتجة

تاريخيًا، تم التخلص من المياه المنتجة في أحواض التبخر الكبيرة. وقد أصبح هذا أسلوب غير مقبول بشكل متزايد من المنظورين البيئي والاجتماعي. تعتبر المياه المنتجة من النفايات الصناعية.
تتمثل خيارات الإدارة الواسعة لإعادة الاستخدام في الحقن المباشر، والاستخدام المباشر المقبول بيئيًا للمياه غير المعالجة، أو المعالجة وفقًا لمعايير صادرة عن الحكومة قبل التخلص منها أو توريدها للمستخدمين. تختلف متطلبات العلاج في جميع أنحاء العالم. في الولايات المتحدة، يتم إصدار هذه المعايير من قبل وكالة حماية البيئة الأمريكية (EPA) للحقن تحت الأرض وتصريفها في المياه السطحية.

تعد فواصل الجاذبية، والهيدروكليونات، والاندماجات اللوحية، والتعويم بالغاز المذاب، وغيرها بعضًا من التقنيات المستخدمة في معالجة النفايات من المياه المنتجة.